# 국립 타이완 사범대학
국립 대만 사범대학(중국어 정체자: 國立臺灣師範大學, National Taiwan Normal University, NTNU)은 대만 타이베이에 있는 4년제 국립 대학교이다. 대만 명문대학 가운데 하나이며, 국제1922년에 첫 개교되었다. 3개의 캠퍼스에 9개 단과대학으로 이루어져 있다.

## 역사
국립 대만 사범대학의 역사는 일제 강점기인 20세기 초 일본 식민당국이 1922년 대만 총독부 타이베이고등학교(臺灣總督府臺北高等學校)를 설립했다. 이 학교가 국립 대만 사범대학으로 발전했다. 대만 지방 정부는 1946년 대만 성립사범학원(臺灣省立師範學院)을 신설하였다. 1955년 대만 사범학원은 대만 성립 사범 대학(臺灣省立師範大學)으로 재편되었다 1967년 7월 1일 예술대학이 추가되면서 대만 성립 사범대학은 국립 대만 사범대학으로 개편되었다. 대만 민주화 이후인 1994년 교사양성법이 시행되면서 국립 대만 사범대학은 완연한 종합대학교로 발전하게되었다. 

## 대학 및 개설 학과
- 인문대학
- 교육대학
- 이과대학
- 공과대학
- 관리대학
- 국제 및 사회학과대학
- 음악대학
- 예술대학
- 설계대학
- 사범대학

## 교통

### 본부
- 타이베이 첩운
  - 중허신루선, 쑹산신뎐선 구팅 역
  - 단수이신이선, 중허신루선 둥먼 역
  - 쏭산신뎬선 타이파워 빌딩 역

### 분부
- 타이베이 첩운
  - 쏭산신뎬선 궁관 역
  - 쏭산신뎬선 완룽 역

## 캠퍼스
- 본부
  - 허핑 캠퍼스
  - 도서관 캠퍼스
- 궁관 분부
  - 린커우 캠퍼스

## 학교 동문
- 돤웨이위
- 케빈 러드
- 루옌쉰
- 린바이홍
- 성정
- 이충희
- 지수루
- 차이민유
- 머우쭝싼
- 임백굉
- 하시모토류타로
- 임일흔
- 가토고이치
- 루옌순